# Mauroux (Lot)
Pour les articles homonymes, voir Mauroux.
Mauroux est une commune française, située dans le sud-ouest du département du Lot en région Occitanie.
Elle est également dans le Quercy Blanc, une région naturelle correspondant à la partie méridionale du Quercy, devant son nom à ses calcaires lacustres du Tertiaire.
Exposée à un climat océanique altéré, elle est drainée par le Lot, le Dor et par un autre cours d'eau. La commune possède un patrimoine naturel remarquable : un site Natura 2000 (les « coteaux de Thézac et de Montayral ») et quatre zones naturelles d'intérêt écologique, faunistique et floristique.
Mauroux est une commune rurale qui compte 553 habitants en 2022, après avoir connu une forte hausse de la population depuis 1975.  Ses habitants sont appelés les Maurouxois ou  Maurouxoises.

## Géographie

### Localisation
Commune située dans le Quercy (Quercy Blanc) entre Fumel et Lacapelle-Cabanac, elle est limitrophe avec le département de Lot-et-Garonne.

### Communes limitrophes
Mauroux est limitrophe de sept autres communes dont trois dans le département de Lot-et-Garonne.
Les communes limitrophes sont  Lacapelle-Cabanac, Masquières, Montayral, Soturac, Sérignac, Thézac et Touzac.
| Montayral (Lot-et-Garonne) | Soturac                     | Touzac            |
| Thézac (Lot-et-Garonne)    | Mauroux                     | Lacapelle-Cabanac |
|                            | Masquières (Lot-et-Garonne) | Sérignac          |

### Géologie et relief
La superficie de la commune est de 1 620 hectares ; son altitude varie de 65  à   271 mètres.

### Hydrographie
Le Lot délimite sa frontière nord avec la commune de Soturac.

### Voies de communication et transports
Accès avec les routes départementales D 5 et D 4.

### Climat
Pour des articles plus généraux, voir Climat de l'Occitanie et Climat du Lot.
En 2010, le climat de la commune est de type climat du Bassin du Sud-Ouest, selon une étude s'appuyant sur une série de données couvrant la période 1971-2000. En 2020, Météo-France publie une typologie des climats de la France métropolitaine dans laquelle la commune est exposée à un climat océanique altéré et est dans la région climatique Aquitaine, Gascogne, caractérisée par une pluviométrie abondante au printemps, modérée en automne, un faible ensoleillement au printemps, un été chaud (19,5 °C), des vents faibles, des brouillards fréquents en automne et en hiver et des orages fréquents en été (15 à 20 jours).
Pour la période 1971-2000, la température annuelle moyenne est de 13,2 °C, avec une amplitude thermique annuelle de 15,5 °C. Le cumul annuel moyen de précipitations est de 843 mm, avec 11,8 jours de précipitations en janvier et 6,9 jours en juillet. Pour la période 1991-2020, la température moyenne annuelle observée sur la station météorologique la plus proche, située sur la commune d'Anglars-Juillac à 13 km à vol d'oiseau, est de 13,5 °C et le cumul annuel moyen de précipitations est de 822,6 mm,. Pour l'avenir, les paramètres climatiques de la commune estimés pour 2050 selon différents scénarios d’émission de gaz à effet de serre sont consultables sur un site dédié publié par Météo-France en novembre 2022.

### Milieux naturels et biodiversité

#### Réseau Natura 2000

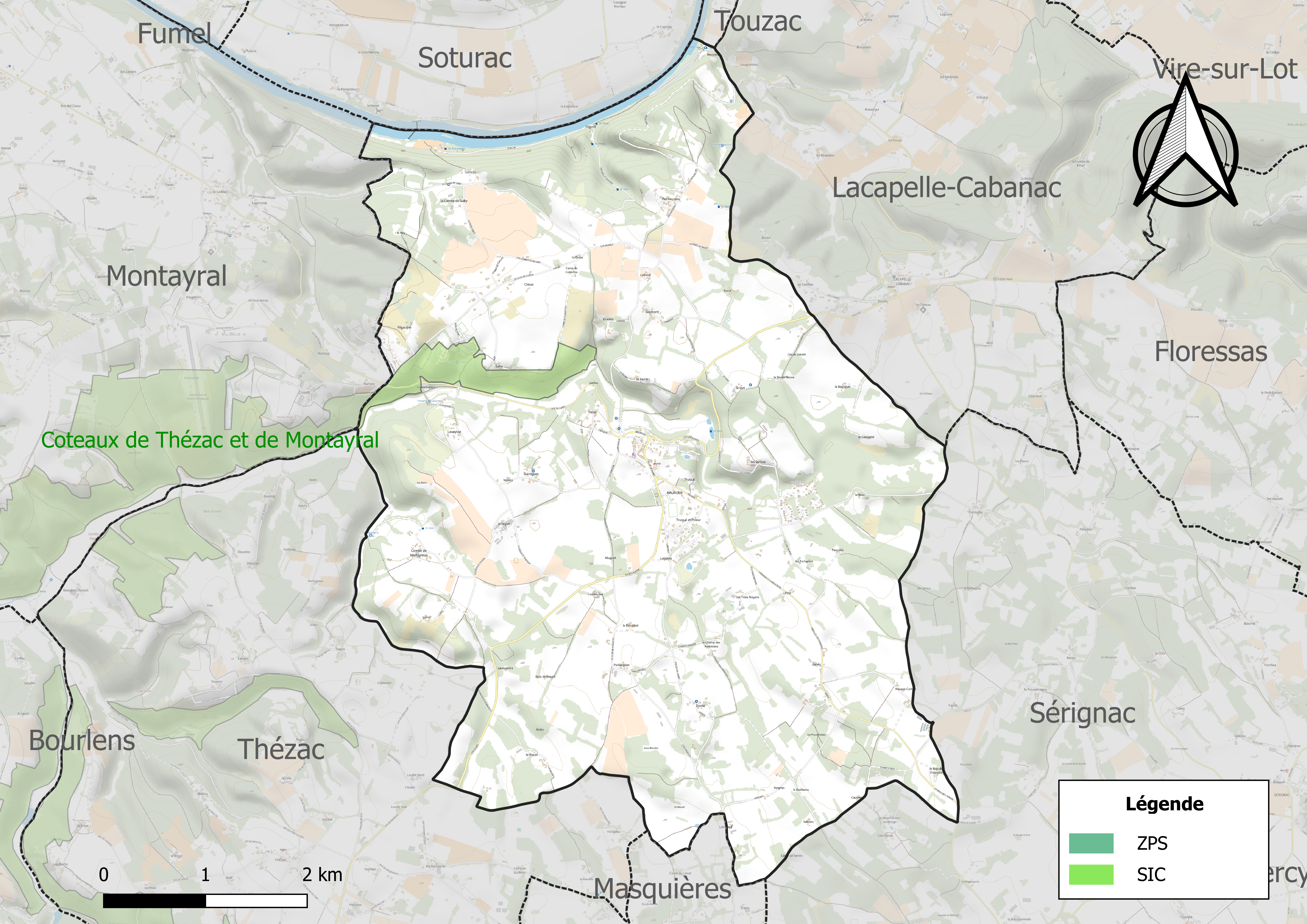
Site Natura 2000 sur le territoire communal.

Le réseau Natura 2000 est un réseau écologique européen de sites naturels d'intérêt écologique élaboré à partir des directives habitats et oiseaux, constitué de zones spéciales de conservation (ZSC) et de zones de protection spéciale (ZPS).
Un site Natura 2000 a été défini sur la commune au titre de la directive habitats : les « coteaux de Thézac et de Montayral », d'une superficie de 434 ha0.

#### Zones naturelles d'intérêt écologique, faunistique et floristique
L’inventaire des zones naturelles d'intérêt écologique, faunistique et floristique (ZNIEFF) a pour objectif de réaliser une couverture des zones les plus intéressantes sur le plan écologique, essentiellement dans la perspective d’améliorer la connaissance du patrimoine naturel national et de fournir aux différents décideurs un outil d’aide à la prise en compte de l’environnement dans l’aménagement du territoire.
Trois ZNIEFF de type 1 sont recensées sur la commune :
- le « cours inférieur du Lot » (1 209 ha), couvrant 25 communes dont 23 dans le Lot et deux en Lot-et-Garonne[13] ;
- les « pelouses calcicoles de Montayral » (126 ha), couvrant 2 communes dont une dans le Lot et une en Lot-et-Garonne[14],
- les « pelouses calcicoles de Thézac » (97 ha), couvrant 3 communes dont une dans le Lot et deux en Lot-et-Garonne[15] ;

et une ZNIEFF de type 2, : 
les « coteaux de Thézac et Montayral » (1 038 ha), couvrant 4 communes dont une dans le Lot et trois en Lot-et-Garonne.

Cartes des ZNIEFF de type 1 et 2 à Mauroux.
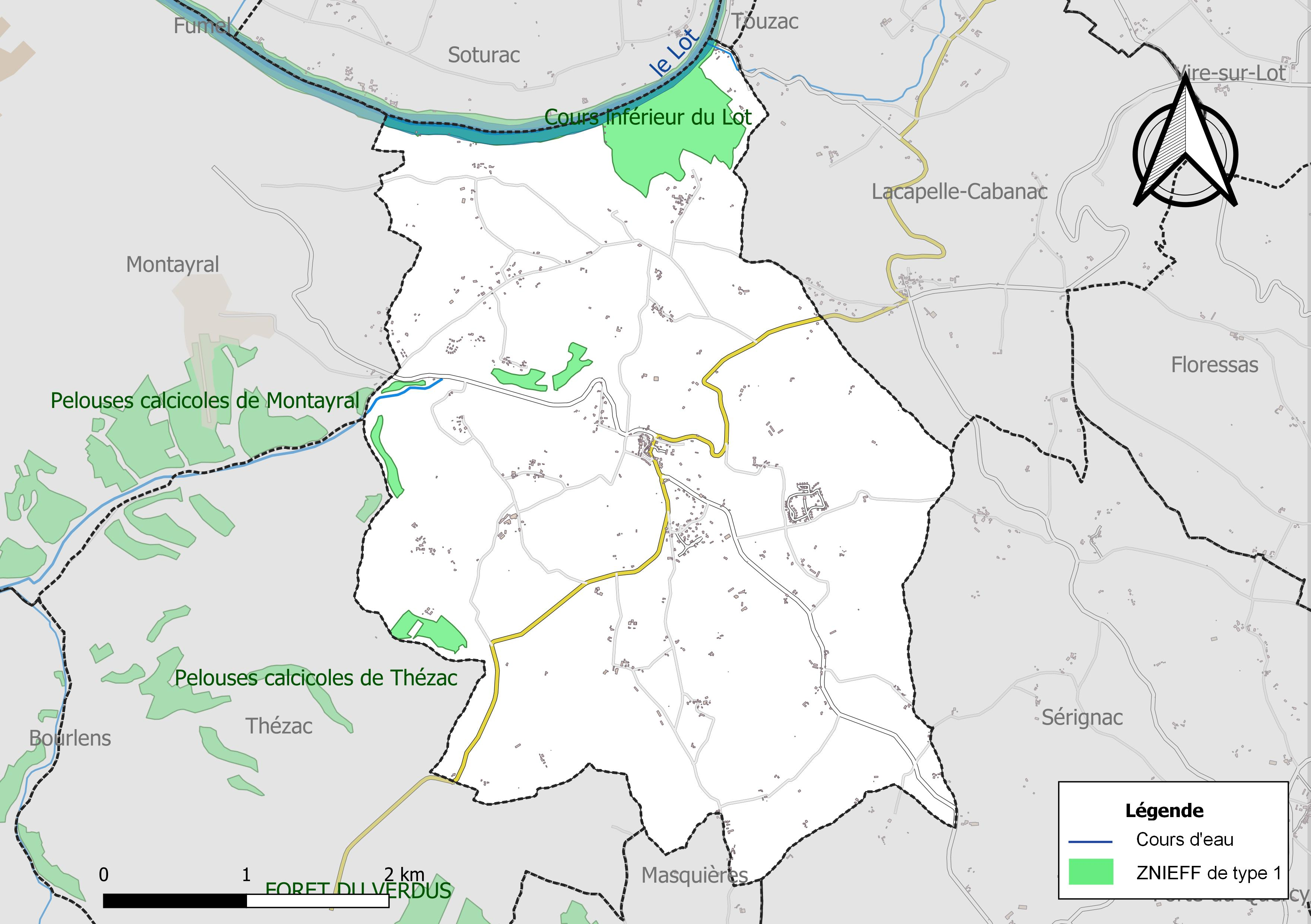
Carte des ZNIEFF de type 1 sur la commune.
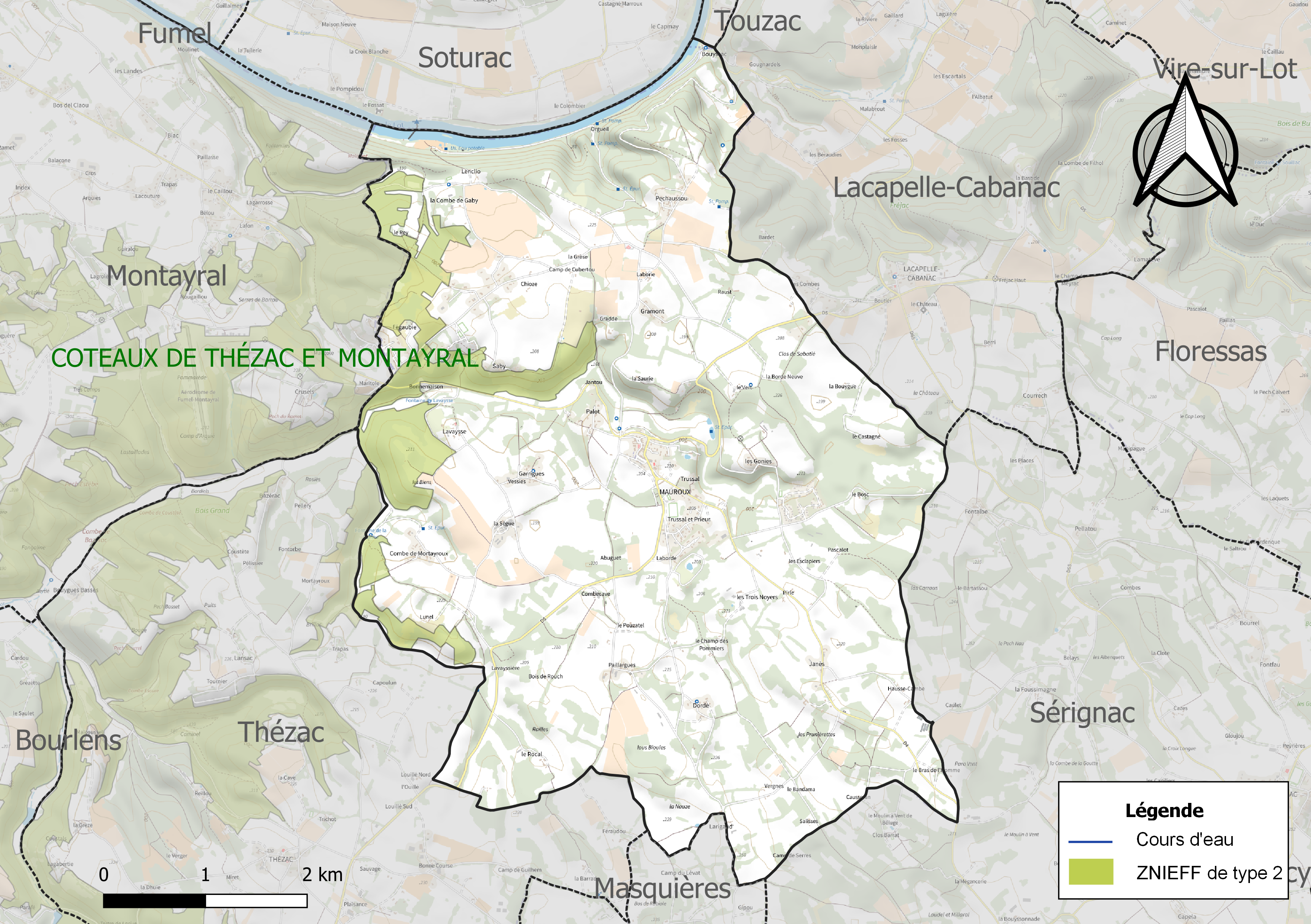
Carte de la ZNIEFF de type 2 sur la commune.

## Urbanisme

### Typologie
Au 1er janvier 2024, Mauroux est catégorisée commune rurale à habitat très dispersé, selon la nouvelle grille communale de densité à sept niveaux définie par l'Insee en 2022.
Elle est située hors unité urbaine et hors attraction des villes,.

### Occupation des sols
L'occupation des sols de la commune, telle qu'elle ressort de la base de données européenne d’occupation biophysique des sols Corine Land Cover (CLC), est marquée par l'importance des territoires agricoles (78,4 % en 2018), une proportion sensiblement équivalente à celle de 1990 (78 %). La répartition détaillée en 2018 est la suivante : 
zones agricoles hétérogènes (69,7 %), forêts (15,8 %), cultures permanentes (7,4 %), zones urbanisées (2,6 %), milieux à végétation arbustive et/ou herbacée (1,9 %), prairies (1,3 %), eaux continentales (1,3 %). L'évolution de l’occupation des sols de la commune et de ses infrastructures peut être observée sur les différentes représentations cartographiques du territoire : la carte de Cassini (XVIIIe siècle), la carte d'état-major (1820-1866) et les cartes ou photos aériennes de l'IGN pour la période actuelle (1950 à aujourd'hui).

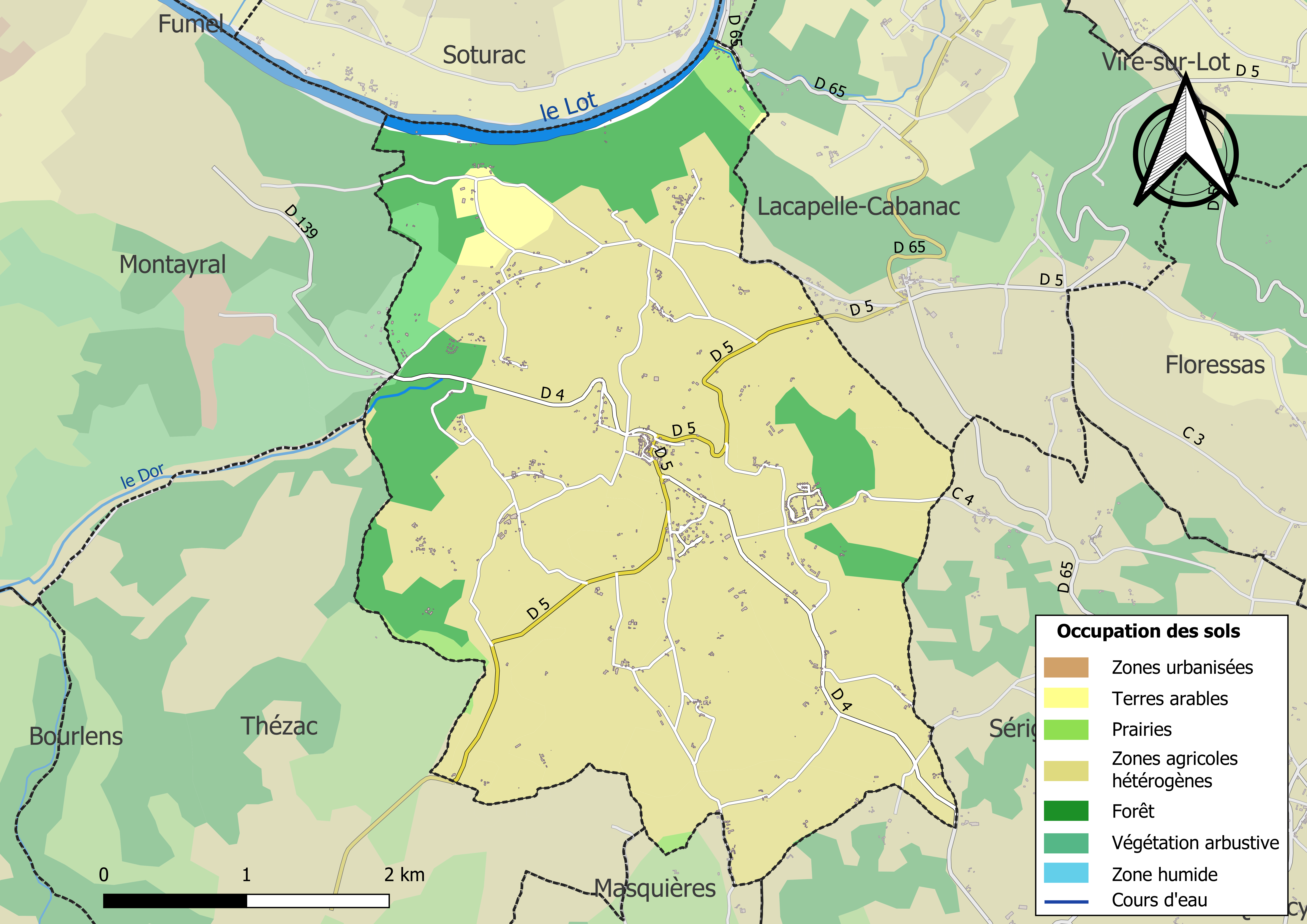
Carte des infrastructures et de l'occupation des sols de la commune en 2018 (CLC).

### Risques majeurs
Le territoire de la commune de Mauroux est vulnérable à différents aléas naturels : météorologiques (tempête, orage, neige, grand froid, canicule ou sécheresse), inondations, feux de forêts, mouvements de terrains et séisme (sismicité très faible). Il est également exposé à un risque technologique, la rupture d'un barrage. Un site publié par le BRGM permet d'évaluer simplement et rapidement les risques d'un bien localisé soit par son adresse soit par le numéro de sa parcelle.

#### Risques naturels
Certaines parties du territoire communal sont susceptibles d’être affectées par le risque d’inondation par débordement de cours d'eau, notamment le Lot. La cartographie des zones inondables en ex-Midi-Pyrénées réalisée dans le cadre du XIe Contrat de plan État-région, visant à informer les citoyens et les décideurs sur le risque d’inondation, est accessible sur le site de la DREAL Occitanie. La commune a été reconnue en état de catastrophe naturelle au titre des dommages causés par les inondations et coulées de boue survenues en 1982, 1993, 1995, 1999 et 2007,.
Mauroux est exposée au risque de feu de forêt. Un plan départemental de protection des forêts contre les incendies a été approuvé par arrêté préfectoral le 30 novembre 2015 pour la période 2015-2025. Les propriétaires doivent ainsi couper les broussailles, les arbustes et les branches basses sur une profondeur de 50 mètres, aux abords des constructions, chantiers, travaux et installations de toute nature, situées à moins de 200 mètres de terrains en nature
de bois, forêts, plantations, reboisements, landes ou friches. Le brûlage des déchets issus de l’entretien des parcs et jardins des ménages et des collectivités est interdit. L’écobuage est également interdit, ainsi que les feux de type méchouis et barbecues, à l’exception de ceux prévus dans des installations fixes (non situées sous couvert d'arbres) constituant une dépendance d'habitation.

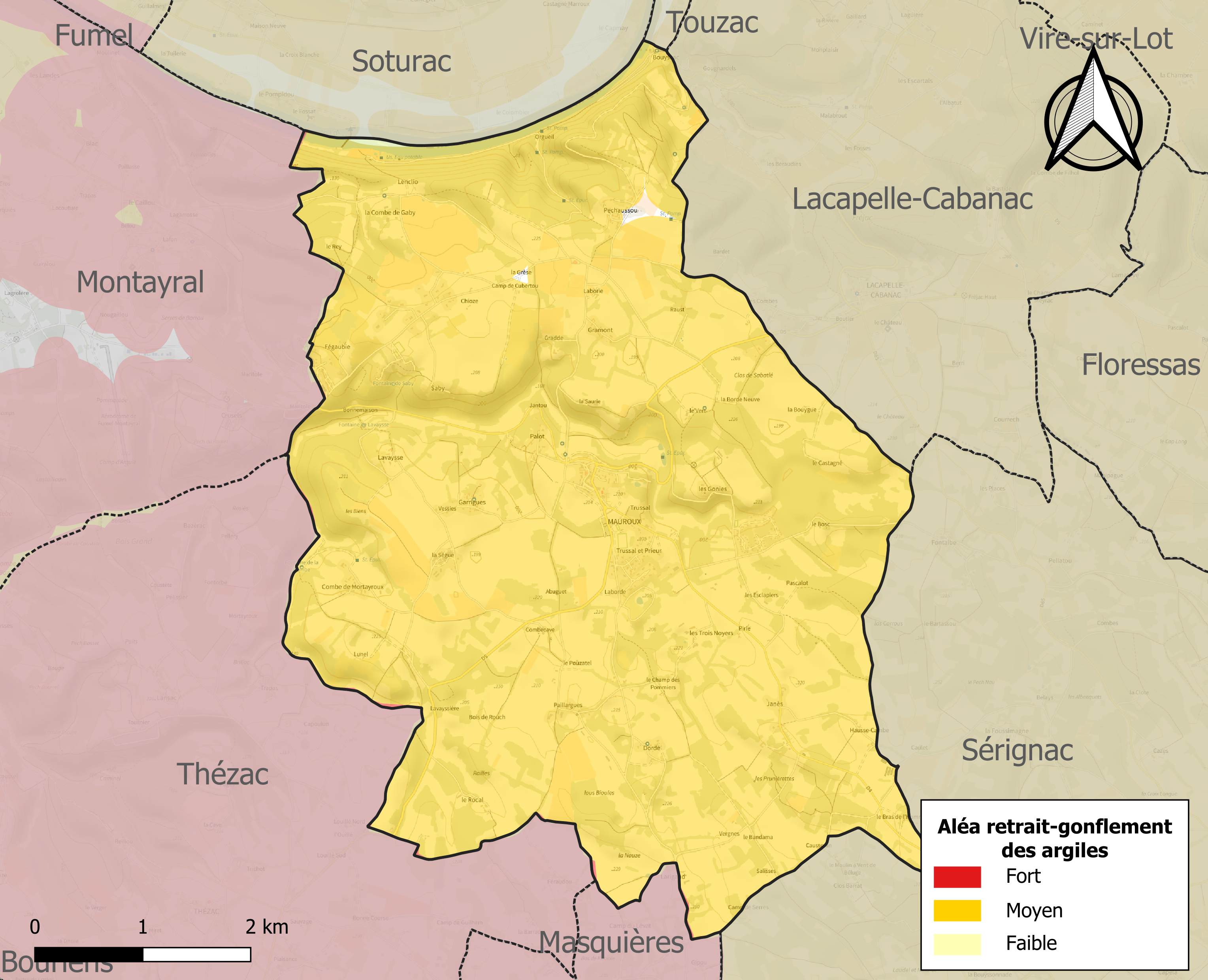
Carte des zones d'aléa retrait-gonflement des sols argileux de Mauroux.

Les mouvements de terrains susceptibles de se produire sur la commune sont des affaissements et effondrements liés aux cavités souterraines (hors mines), des éboulements, chutes de pierres et de blocs et des tassements différentiels. Par ailleurs, afin de mieux appréhender le risque d’affaissement de terrain, l'inventaire national des cavités souterraines permet de localiser celles situées sur la commune.
Le retrait-gonflement des sols argileux est susceptible d'engendrer des dommages importants aux bâtiments en cas d’alternance de périodes de sécheresse et de pluie. 99,7 % de la superficie communale est en aléa moyen ou fort (67,7 % au niveau départemental et 48,5 % au niveau national). Sur les 336 bâtiments dénombrés sur la commune en 2019, 332 sont en aléa moyen ou fort, soit 99 %, à comparer aux 72 % au niveau départemental et 54 % au niveau national. Une cartographie de l'exposition du territoire national au retrait gonflement des sols argileux est disponible sur le site du BRGM,.
Par ailleurs, afin de mieux appréhender le risque d’affaissement de terrain, l'inventaire national des cavités souterraines permet de localiser celles situées sur la commune.
Concernant les mouvements de terrains, la commune a été reconnue en état de catastrophe naturelle au titre des dommages causés par la sécheresse en 1989 et par des mouvements de terrain en 1999.

#### Risques technologiques
La commune est en outre située en aval des barrages de Grandval et de Sarrans, des ouvrages de classe A disposant d'une retenue de respectivement 270,6 millions et 296 millions de mètres cubes,. À ce titre elle est susceptible d’être touchée par l’onde de submersion consécutive à la rupture d'un de ces ouvrages.

## Histoire
La commune de Mauroux possède sur son territoire les ruines d'un ancien castrum, la ville d'Orgueil, qui avait reçu une charte de franchises en 1271. La seigneurie d'Orgueil comprenait aussi Lacapelle-Cabanac et Touzac. La ville d'Orgueil occupée par des compagnies au service des Anglais  pendant la guerre de Cent Ans, fut rasée sur intervention du comte d'Armagnac.Propriété privée.

## Politique et administration

### Administration municipale
Le nombre d'habitants au recensement de 2011 étant compris entre 500 et 1 499 habitants, le nombre de membres du conseil municipal pour l'élection de 2014 est de quinze,.

### Rattachements administratifs et électoraux
Commune faisant partie de l'arrondissement de Cahors de la communauté de communes de la Vallée du Lot et du Vignoble et du canton de Puy-l'Évêque.

### Liste des maires
| Période    | Période | Identité                       | Étiquette | Qualité |
| ---------- | ------- | ------------------------------ | --------- | ------- |
| 1802       | 1803    | Jean Baptiste Solmiac          |           |         |
| 1803       | 1808    | Jean Carles                    |           |         |
| 1808       | 1830    | Jean François Duroc De Mauroux |           |         |
| 1830       | 1848    | Jean Baptiste Solmiac          |           |         |
| 1848       | 1851    | L. Bernou                      |           |         |
| 1851       | 1860    | Sébastien Redon                |           |         |
| 1860       | 1865    | Géraud Montbet De Jouanisson   |           |         |
| 1865       | 1879    | Alexandre Carles               |           |         |
| 1879       | 1880    | Jean Bons                      |           |         |
| 1880       | 1896    | Jean Loubieres                 |           |         |
| 1896       | 1897    | Borredon                       |           |         |
| 1897       | 1899    | Eugène Pouzet                  |           |         |
| 1899       | 1900    | A. Cuquel                      |           |         |
| 1900       | 1902    | Esquieu                        |           |         |
| avant 1981 |         | Roger Esquieu                  |           |         |
| 2001       | 2008    | Marie-claude Liger             |           |         |
| mars 2008  | 2014    | Guy Delbès                     | UMP       |         |
| 2014       | 2020    | Jean Pierre Joannic            |           |         |
| 2020       |         | Jean-Marc Xuereb               |           |         |

## Population et société

### Démographie
L'évolution du nombre d'habitants est connue à travers les recensements de la population effectués dans la commune depuis 1793. Pour les communes de moins de 10 000 habitants, une enquête de recensement portant sur toute la population est réalisée tous les cinq ans, les populations de référence des années intermédiaires étant quant à elles estimées par interpolation ou extrapolation. Pour la commune, le premier recensement exhaustif entrant dans le cadre du nouveau dispositif a été réalisé en 2008.

En 2022, la commune comptait 553 habitants, en évolution de +5,94 % par rapport à 2016 (Lot : +1,31 %, France hors Mayotte : +2,11 %).
| 1793 | 1800 | 1806 | 1821  | 1831 | 1836 | 1841 | 1846 | 1851 |
| ---- | ---- | ---- | ----- | ---- | ---- | ---- | ---- | ---- |
| 946  | 747  | 750  | 1 030 | 969  | 973  | 903  | 920  | 874  |

| 1856 | 1861 | 1866 | 1872 | 1876 | 1881 | 1886 | 1891 | 1896 |
| ---- | ---- | ---- | ---- | ---- | ---- | ---- | ---- | ---- |
| 862  | 821  | 835  | 800  | 795  | 768  | 719  | 680  | 530  |

| 1901 | 1906 | 1911 | 1921 | 1926 | 1931 | 1936 | 1946 | 1954 |
| ---- | ---- | ---- | ---- | ---- | ---- | ---- | ---- | ---- |
| 556  | 526  | 475  | 406  | 415  | 378  | 377  | 331  | 364  |

| 1962 | 1968 | 1975 | 1982 | 1990 | 1999 | 2006 | 2008 | 2013 |
| ---- | ---- | ---- | ---- | ---- | ---- | ---- | ---- | ---- |
| 338  | 353  | 325  | 336  | 371  | 417  | 500  | 524  | 513  |

| 2018 | 2022 | - | - | - | - | - | - | - |
| ---- | ---- | - | - | - | - | - | - | - |
| 530  | 553  | - | - | - | - | - | - | - |

| selon la population municipale des années : | 1968 | 1975 | 1982 | 1990 | 1999 | 2006 | 2009 | 2013 |
| Rang de la commune dans le département      | 88   | 119  | 96   | 93   | 67   | 76   | 72   | 77   |
| Nombre de communes du département           | 340  | 340  | 340  | 340  | 340  | 340  | 340  | 340  |

### Enseignement
Mauroux fait partie de l'académie de Toulouse.

### Activités sportives
Chasse, pétanque, randonnée pédestre,

### Écologie et recyclage
La collecte et le traitement des déchets des ménages et des déchets assimilés ainsi que la protection et la mise en valeur de l'environnement se font dans le cadre du SYDED.

## Économie

### Revenus
En 2018, la commune compte 235 ménages fiscaux, regroupant 534 personnes. La médiane du revenu disponible par unité de consommation est de 18 070 € (20 740 € dans le département).

### Emploi
|                | 2008  | 2013  | 2018  |
| -------------- | ----- | ----- | ----- |
| Commune        | 6,1 % | 8 %   | 11 %  |
| Département    | 7,3 % | 8,9 % | 9,6 % |
| France entière | 8,3 % | 10 %  | 10 %  |

En 2018, la population âgée de 15 à 64 ans s'élève à 281 personnes, parmi lesquelles on compte 70,8 % d'actifs (59,8 % ayant un emploi et 11 % de chômeurs) et 29,2 % d'inactifs,. En  2018, le taux de chômage communal (au sens du recensement) des 15-64 ans est supérieur à celui du département et de la France, alors qu'en 2008 la situation était inverse.
La commune est hors attraction des villes,. Elle compte 83 emplois en 2018, contre 103 en 2013 et 102 en 2008. Le nombre d'actifs ayant un emploi résidant dans la commune est de 170, soit un indicateur de concentration d'emploi de 48,8 % et un taux d'activité parmi les 15 ans ou plus de 45,4 %.
Sur ces 170 actifs de 15 ans ou plus ayant un emploi, 60 travaillent dans la commune, soit 35 % des habitants. Pour se rendre au travail, 80,6 % des habitants utilisent un véhicule personnel ou de fonction à quatre roues, 1,2 % les transports en commun, 3,5 % s'y rendent en deux-roues, à vélo ou à pied et 14,7 % n'ont pas besoin de transport (travail au domicile).

### Activités hors agriculture

#### Secteurs d'activités
44 établissements sont implantés  à Mauroux au 31 décembre 2019. Le tableau ci-dessous en détaille le nombre par secteur d'activité et compare les ratios avec ceux du département,.
| Secteur d'activité                                                                                        | Commune | Commune | Département |
| Secteur d'activité                                                                                        | Nombre  | %       | %           |
| --- | ------- | ------- | ----------- |
| Ensemble                                                                                                  | 44      |         |             |
| Industrie manufacturière, industries extractives et autres                                                | 3       | 6,8 %   | (14 %)      |
| Construction                                                                                              | 5       | 11,4 %  | (13,9 %)    |
| Commerce de gros et de détail, transports, hébergement et restauration                                    | 16      | 36,4 %  | (29,9 %)    |
| Activités financières et d'assurance                                                                      | 1       | 2,3 %   | (2,8 %)     |
| Activités immobilières                                                                                    | 1       | 2,3 %   | (3,5 %)     |
| Activités spécialisées, scientifiques et techniques et activités de services administratifs et de soutien | 9       | 20,5 %  | (13,5 %)    |
| Administration publique, enseignement, santé humaine et action sociale                                    | 3       | 6,8 %   | (12 %)      |
| Autres activités de services                                                                              | 6       | 13,6 %  | (8,7 %)     |

Le secteur du commerce de gros et de détail, des transports, de l'hébergement et de la restauration est prépondérant sur la commune puisqu'il représente 36,4 % du nombre total d'établissements de la commune (16 sur les 44 entreprises implantées  à Mauroux), contre 29,9 % au niveau départemental.

#### Entreprises et commerces
L'entreprise ayant son siège social sur le territoire communal qui génère le plus de chiffre d'affaires en 2020 est : 
- Vinae, autres intermédiaires du commerce en denrées, boissons et tabac (45 k€)

### Agriculture
La commune est dans les Causses », une petite région agricole occupant une grande partie centrale du département du Lot. En 2020, l'orientation technico-économique de l'agriculture  sur la commune est la polyculture et/ou le polyélevage.
|               | 1988 | 2000 | 2010 | 2020 |
| ------------- | ---- | ---- | ---- | ---- |
| Exploitations | 32   | 21   | 16   | 10   |
| SAU (ha)      | 722  | 600  | 568  | 402  |

Le nombre d'exploitations agricoles en activité et ayant leur siège dans la commune est passé de 32 lors du recensement agricole de 1988  à 21 en 2000 puis à 16 en 2010 et enfin à 10 en 2020, soit une baisse de 69 % en 32 ans. Le même mouvement est observé à l'échelle du département qui a perdu pendant cette période 60 % de ses exploitations,. La surface agricole utilisée sur la commune a également diminué, passant de 722 ha en 1988 à 402 ha en 2020. Parallèlement la surface agricole utilisée moyenne par exploitation a augmenté, passant de 23 à 40 ha.

## Culture locale et patrimoine

### Lieux et monuments
- Église Notre-Dame-de-l'Assomption de Cabanac[47] dont le clocher est inscrit au monuments historiques en 1989[48].
- Ruines du castrum d'Orgueil[49], un village médiéval déserté vers 1390, inscrit au monuments historiques en 1993[50].
- Église Saint-Martin de Mauroux. L'édifice est référencé dans la base Mérimée et à l'Inventaire général de la région Occitanie[51]. Plusieurs objets sont référencés dans la base Palissy[51].

## Pour approfondir